# Juan Manuel Santos
Juan Manuel Santos Calderón (ur. 10 sierpnia 1951 w Bogocie) – kolumbijski polityk i dziennikarz, minister finansów w latach 2000–2002, minister obrony od 19 lipca 2006 do 23 maja 2009, prezydent Kolumbii w latach 2010–2018, laureat Pokojowej Nagrody Nobla (2016).

## Edukacja i kariera dziennikarska
Urodził się i dorastał w Bogocie, gdzie uczęszczał do prywatnej szkoły Colegio San Carlos. Ukończył Akademię Morską w Cartagenie. Studia kontynuował na University of Kansas w USA, na którym ukończył ekonomię i zarządzanie przedsiębiorstwami. Ukończył także studia podyplomowe z zakresu ekonomii, rozwoju gospodarczego i administracji publicznej w London School of Economics oraz na Harvard University. Był stypendystą Fundacji Fulbrighta we Fletcher School of Law and Diplomacy na Tufts University oraz zdobył nagrodę dziennikarską Nieman Fellowship for Journalism na Harvard University. W późniejszym czasie był profesorem ekonomii politycznej na Universidad de los Andes oraz uzyskał tytuł doctora honoris causa.
W wieku 21 lat rozpoczął pracę w Krajowej Federacji Producentów Kawy i przez 9 lat pełnił funkcję przewodniczącego kolumbijskiej delegacji w Międzynarodowej Organizacji Kawy z siedzibą w Londynie. Prowadził rozmowy w sprawie wysokości limitów eksportowych kawy dla Kolumbii.
W 1981 powrócił do ojczyzny, gdzie objął posadę zastępcy redaktora należącego do jego rodziny dziennika El Tiempo. Został znanym i cenionym dziennikarzem, prowadził m.in. kampanię na rzecz masowych szczepień kolumbijskich dzieci. Pisał felietony do kilkunastu gazet. Razem ze swoim bratem Enrique Santosem zdobył najważniejsze dziennikarskie wyróżnienie w świecie hiszpańskojęzycznym, Nagrodę Króla Hiszpanii, za serię artykułów na temat sytuacji w Nikaragui w czasie rządów sandinistów. Przez 5 lat był wiceprezydentem Komisji Wolności Prasy Międzyamerykańskiego Towarzystwa Prasy, walcząc przeciw cenzurze w takich krajach jak Kuba oraz Chile z czasów Augusto Pinocheta. Za swoje osiągnięcia został wybrany jednym ze 100 młodych liderów na świecie na Światowym Forum Ekonomicznym w Davos. W 1994 założył Fundación Buen Gobierno (Fundacja Dobrych Rządów), mającą na celu poprawę efektywności kolumbijskich władz.
Należy do rodziny o bogatych tradycjach politycznych. Brat jego dziadka, Eduardo Santos, zajmował stanowisko prezydenta Kolumbii w latach 1938–1942 i dyrektora dziennika El Tiempo. Jego kuzyn, Francisco Santos Calderón od 2002 sprawuje funkcję wiceprezydenta. Jest żonaty z Clemencią Rodriguez Múnerą, ma troje dzieci: Marię Antoninę, Martina i Estabana.

## Kariera polityczna

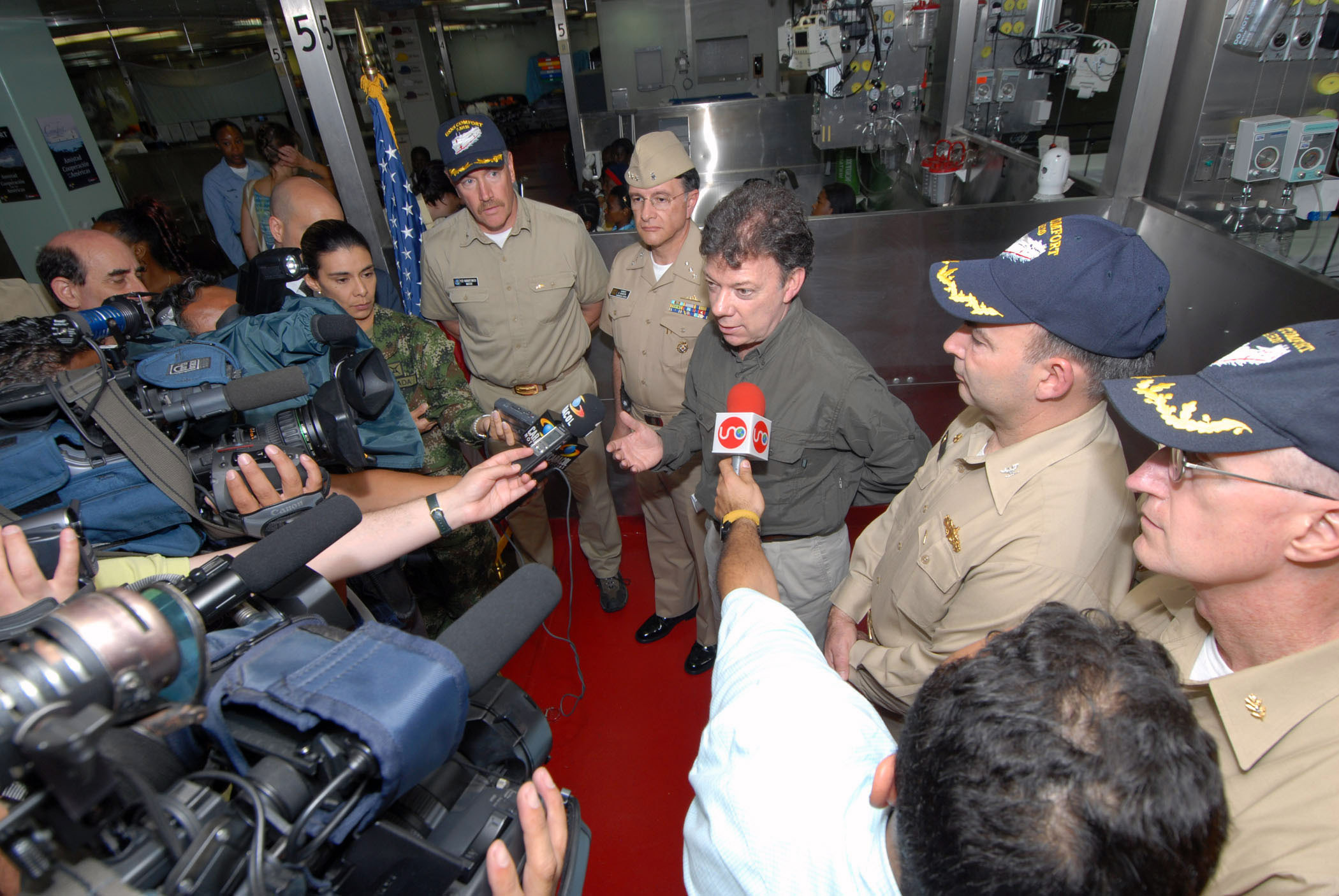
Manuel Santos jako minister obrony, 2007

W 1991 związał się z polityką i został mianowany ministrem handlu zagranicznego w gabinecie prezydenta Césara Gavirii. Negocjował w tamtym czasie porozumienia o wolnym handlu z Wenezuelą, Ekwadorem, Peru, Meksykiem i organizacją CARICOM. Wprowadził również kraj do WTO. W latach 1992–1996 zajmował stanowisko prezydenta UNCTAD, a następnie przewodniczącego Komisji Gospodarczej Narodów Zjednoczonych ds. Ameryki Łacińskiej i Karaibów (UNECLAC). W latach 2001–2002 wchodził w skład zarządu międzynarodowej instytucji finansowej Corporation Andina de Fomento (CAF).
Od 2000 do 2002 zajmował stanowisko ministra finansów w gabinecie prezydenta Andrésa Pastrany Arango. Jako minister zdołał zrównoważyć finanse publiczne i nie dopuścić do pogrążenia się Kolumbii w kryzysie gospodarczym.
W 2004 był jednym z założycieli Społecznej Partii Jedności Narodowej, tzw. Partii „U” (Partido Social de Unidad Nacional), która wspierała reelekcję prezydenta Álvara Uribe. 19 lipca 2006, po zwycięstwie Uribe w wyborach prezydenckich, Santos objął stanowisko ministra obrony w jego kolejnym rządzie. W tym czasie Kolumbia podjęła bezpardonową walkę z rebeliantami z FARC, która doprowadziła w 2008 do śmierci jednego z jej przywódców, Raúla Reyesa i odbicia przetrzymywanej przez 5 lat w niewoli Íngrid Betancourt.
18 maja 2009 Santos ogłosił swoją rezygnację ze stanowiska ministra obrony z dniem 23 maja. Jednocześnie zapowiedział wysunięcie własnej kandydatury w wyborach prezydenckich w 2010 w przypadku niekandydowania na to stanowisko urzędującego prezydenta Uribe. Po tym jak w lutym 2010 Sąd Konstytucyjny zakazał organizacji referendum w sprawie trzeciej kadencji prezydenta Uribe, Santos został kandydatem Partii U w wyborach prezydenckich w maju 2010. Przez długi czas pozostawał faworytem przedwyborczych sondaży. Sondaże z maja 2010 wskazywały jednak na podobny poziom poparcia Santosa i jego głównego rywala Antanasa Mockusa, byłego burmistrza Bogoty z Partii Zielonych. W czasie kampanii wyborczej deklarował wolę kontynuowania polityki prezydenta Uribe. Zobowiązał się do zdecydowanej walki z handlem narkotykami oraz organizacji przestępczymi i paramilitarnymi, w tym z FARC.
W I turze wyborów prezydenckich 30 maja 2010 zajął pierwsze miejsce, zdobywając 46,7% głosów poparcia. Zdecydowanie wygrał z Mockusem (21,5% głosów), stając się w ten sposób faworytem przed II turą wyborów zaplanowaną na 20 czerwca 2010. 20 czerwca 2010 w II turze głosowania zdobył 69,05% głosów, wyraźnie pokonując Mockusa (27,52%). Po ogłoszeniu wygranej, w swoim przemówieniu, zobowiązał się do podejmowania wysiłków na rzecz zapewnienia bezpieczeństwa w każdej części kraju. Stwierdził, że czas FARC dobiegł końca i wezwał organizację do uwolnienia wszystkich przetrzymywanych zakładników. Podkreślił zasługi prezydenta Uribe, oznajmiając, że jest to także jego triumf. Zapowiedział skupienie się na tworzeniu miejsc pracy, walki z ubóstwem i zapewnieniu możliwości rozwoju dla wszystkich Kolumbijczyków. 7 sierpnia 2010 został zaprzysiężony na stanowisku prezydenta. W 2014 ubiegał się o reelekcję w majowych i czerwcowych wyborach prezydenckich. W pierwszej turze wyborów z 25 maja 2014 otrzymał 3 310 794 głosów (25,72%), zajmując 2. miejsce spośród 5 kandydatów. Przeszedł do drugiej tury razem ze zwycięzcą tury z Óscarem Ivánem Zuluagą, który zdobył 3 769 005 głosów (tj. 29.28%). W drugiej turze wyborów z 15 czerwca 2014 został większością głosów wybrany na drugą kadencję uzyskując poparcie 7 839 342 (tj. 50,99%), podczas gdy jego konkurent zdobył 6 917 001 głosów (tj. 44,99%). Prezydenturę zakończył 7 sierpnia 2018.
7 października 2016 za porozumienie pokojowe z FARC otrzymał Pokojową Nagrodę Nobla.